# Rufoclanis maccleeryi
Rufoclanis maccleeryi är en fjärilsart som beskrevs av Robert H. Carcasson 1968. Rufoclanis maccleeryi ingår i släktet Rufoclanis och familjen svärmare. Inga underarter finns listade.